# Desa Lambangjaya
Desa Lambangjaya är en administrativ by i Indonesien.   Den ligger i provinsen Jawa Barat, i den västra delen av landet, 24 km öster om huvudstaden Jakarta. Desa Lambangjaya ligger vid sjön Situ Cibeureum.